# یوهان کارل فریدریش رلشتاب
یوهان کارل فریدریش رِلْشْتاب (به آلمانی: Johann Carl Friedrich Rellstab) (زادهٔ ۲۷ فوریهٔ ۱۷۵۹ – درگذشتهٔ ۱۹ اوت ۱۸۱۳) آهنگساز دورهٔ کلاسیک، نویسنده، ناشر موسیقی، و منتقد اهل آلمان بود. او در پیشرفتِ موسیقی در برلین بسیار تأثیرگذار بود.
رلشتاب در جوانی نزدِ یوهان فریدریش آگریکولا درس‌هایی از پیانو گرفت و آهنگسازی را نزدِ کارل فریدریش کریستیان فاش آموخت. او در سال ۱۷۹۹ نیز نزدِ کارل فیلیپ امانوئل باخ، فرزند یوهان سباستیان باخ، آهنگساز بزرگِ دورهٔ باروک، در هامبورگ آموزش دید.
یوهان رلشتاب پدرِ لودویگ رلشتاب (۱۷۹۹–۱۸۶۰)، شاعر، منتقد موسیقی، روزنامه‌نگار، نویسنده، نوازندهٔ پیانو، و سرایندهٔ هفت ترانهٔ آغازینِ سِرِنادِ فرانتس شوبرت بود.